# Asamblea Nacional de Eslovenia
La Asamblea Nacional de Eslovenia (Državni zbor) es la cámara baja del Parlamento de la República de Eslovenia. Tiene 90 miembros, elegidos para un mandato cuatro años, 88 de ellos por el sistema de representación proporcional mixta y 2 miembros elegidos por las minorías étnicas (italianos y húngaros) por el Método Borda, que tienen derecho de veto absoluto en lo referente a sus grupos étnicos.
La actual Presidente de la Asamblea Nacional es Urška Klakočar Zupančič.

## Procedimiento legislativo
Un proyecto de ley puede ser presentado a la Asamblea Nacional por:
- el Gobierno
- un diputado
- el Consejo Nacional
- 5.000 votantes

El procedimiento legislativo comienza cuando el Portavoz pasa un proyecto de ley a los diputados.
Hay tres posibles procedimientos legislativos:
- procedimiento legislativo ordinario
- procedimiento legislativo abreviado
- procedimiento legislativo urgente

Los proyectos de ley normalmente son aprobados por la mayoría de los diputados presentes. Si la Constitución exige una mayoría de dos tercios (leyes que regulan los sistemas electorales, referéndums y leyes constitucionales que modifican la Constitución), entonces al menos 60 de los 90 diputados deben votar por el proyecto de ley para su aprobación.

### Procedimiento legislativo regular

#### Primera lectura
La primera lectura se completa con la aprobación del proyecto de ley a los parlamentarios por parte del presidente, a menos que diez parlamentarios soliciten una sesión de la asamblea dentro de los 15 días para discutir las razones por las cuales se presentó el proyecto de ley.
Si la sesión se lleva a cabo, la asamblea debe votar sobre la resolución si el proyecto de ley es apropiado para un trámite posterior.
El Portavoz determina un órgano de trabajo que discutirá el proyecto de ley en el procedimiento posterior. Otros organismos también pueden discutir el proyecto de ley si existe tal interés, sin embargo, no pueden votarlo.

#### Segunda lectura
Durante la segunda lectura, el proyecto de ley primero es discutido por el cuerpo de trabajo que puede enmendar el proyecto de ley y hacer un informe sobre el proyecto que es la base para el plenario de la asamblea. El cuerpo de trabajo discute y vota cada artículo del proyecto de ley. La asamblea luego vota y discute solo los artículos que fueron enmendados durante la sesión del cuerpo de trabajo.
La asamblea y el cuerpo de trabajo pueden aceptar una resolución de que el proyecto de ley no es apropiado para un procedimiento posterior si dicha resolución no fue aceptada durante la primera lectura.

#### Tercera lectura
En la tercera lectura el cuerpo de trabajo y la asamblea votan el proyecto de ley en su conjunto. Si es aceptado, el proyecto de ley se envía al Presidente para que lo firme.

### Procedimiento legislativo abreviado
Durante el procedimiento legislativo abreviado no hay primera lectura y la segunda y tercera lectura se celebran en la misma sesión.
Se puede aplicar para un proyecto de ley que regule asuntos menores, se derogue otra ley con el proyecto de ley, si las leyes nacionales deben armonizarse con el acervo comunitario de la Unión Europea o cuando el proyecto de ley regule los procedimientos ante la Corte Constitucional o la Corte Constitucional ordene cambios de la  leyes

### Procedimiento legislativo urgente
El proyecto de ley puede aprobarse bajo el procedimiento de urgencia si es importante para la seguridad o la defensa del país, si se trata de las consecuencias de los desastres naturales o si se propone prevenir consecuencias irreversibles para el país.
No hay primera lectura, la segunda y tercera lectura se llevan a cabo en la misma sesión, las enmiendas al proyecto de ley se pueden dar oralmente y el tiempo del procedimiento es más corto.

### Demanda de nueva votación de la ley
Cuando se aprueba el proyecto de ley, el Consejo Nacional puede exigir que la Asamblea Nacional vote nuevamente sobre el proyecto de ley. Se necesita una mayoría mayor para aprobar el proyecto de ley en la nueva votación.

## Sistema electoral
Los 90 miembros de la Asamblea Nacional son elegidos por dos métodos: 88 son elegidos por  representación proporcional por listas abiertas en ocho circunscripciones de 11 escaños y los mismos se asignan a los partidos a nivel de circunscripción utilizando la cuota Droop. Los diputados electos se identifican clasificando a todos los candidatos de un partido en una circunscripción por el porcentaje de votos que recibieron en su distrito. Los escaños que quedan sin asignar se asignan a los partidos a nivel nacional utilizando el método D'Hondt con un umbral electoral del 4%. Aunque el país está dividido en 88 distritos electorales,  los diputados no son elegidos de los 88 distritos. En algunos distritos se elige más de un diputado, lo que da como resultado que algunos distritos no tengan diputado electo (por ejemplo, 21 de 88 distritos electorales no tuvieron diputado electo en las elecciones de 2014). Los partidos deben tener al menos el 35% de sus listas de cada género, excepto en los casos en que solo hay tres candidatos. Para estas listas debe haber al menos un candidato de cada género.
Dos diputados adicionales son elegidos por las minorías italiana y húngara. Los votantes clasifican a todos los candidatos en la boleta usando números (siendo 1 la prioridad más alta). Un candidato recibe la mayor cantidad de puntos (igual al número de candidatos en la boleta electoral) cuando un votante lo clasifica en primer lugar.  El candidato con más puntos gana.

## Últimas elecciones
|  | 34.53 % |

|  | 23.52 % |

|  | 6.86 % |

|  | 6.66 % |

|  | 4.39 % |

|  | 3.73 % |

|  | 3.13 % |

|  | 2.87 % |

|  | 2.61 % |

|  | 1.76 % |

|  | 1.76 % |

|  | 1.64 % |

|  | 1.51 % |

|  | 1.49 % |

|  | 1.33 % |

|  | 0.70 % |

|  | 0.62 % |

|  | 0.43 % |

|  | 0.18 % |

|  | 0.05 % |

|  | 0.01 % |

|  | 99.09 % |

|  | 0.91 % |

|  | 100.00 % |

|  | 70.05 % |

## Histórico de resultados y distribución de escaños
| 5   | 14  | 12  | 3  | 8  | 6   | 8   | 11  | 11  |
| SSS | ZKS | LDS | LS | ZS | SDS | SDZ | SKD | SLS |

| 5  | 22  | 5  | 4   | 6   | 15  | 10  |
| SD | LDS | ZS | SDS | SDZ | SKD | SLS |

| 9  | 5   | 25  | 16  | 10  | 19  | 4   |
| SD | SUS | LDS | SDS | SKD | SLS | SNS |

| 11 | 4   | 34  | 4   | 14  | 9   | 4   |
| SD | SUS | LDS | SMS | SDS | SLS | SNS |

| 10 | 4   | 23  | 29  | 7   | 9   | 6   |
| SD | SUS | LDS | SDS | SLS | NSI | SNS |

| 29 | 7   | 5   | 9   | 28  | 5   | 5   |
| SD | SUS | LDS | ZAR | SDS | SLS | SNS |

| 10 | 6   | 28 | 26  | 6   | 4   |
| SD | SUS | PS | SDS | SLS | NSI |

| 6  | 6  | 36  | 10  | 21  | 5   | 4   |
| LV | SD | SMC | SUS | SDS | NSI | SAB |

| 9  | 10 | 13  | 10  | 25  | 7   | 5   | 4   |
| LV | SD | LMŠ | SMC | SDS | NSI | SAB | SNS |

| 5  | 7  | 41 | 27  | 8   |
| LV | SD | GS | SDS | NSI |